# رئيس البرلمان الأوروبي
يرأس رئيس البرلمان الأوروبي مناقشات وأنشطة البرلمان. كما أنه يمثل البرلمان داخل الاتحاد الأوروبي ودولياً. توقيع الرئيس مطلوب لسن معظم قوانين وميزانية الاتحاد الأوروبي. مدة ولاية الرئيس عامين ونصف، مقسمة عادة بين الحزبين السياسيين الرئيسيين. حتى عام 2018 كان هناك ثلاثون رئيسًا منذ إنشاء البرلمان في عام 1952، خمسة عشر منهم خدموا منذ الانتخابات البرلمانية الأولى في عام 1979. رئيسان كانا من النساء. الرئيس الحالي هو روبرتا ميتسولا من مالطا.
تولى رئاسة البرلمان عدد من الشخصيات البارزة. كان أول رئيس للجمعية المشتركة هو بول هنري سباك وهو أحد الآباء المؤسسون للاتحاد الأوروبي الذين تولى عدد منهم هذا المنصب مثل ألتشيدي دي غاسبيري وروبير شومان. كما تولى هذا المنصب ثلاثة سيدات هما سيمون فاي عام 1979 (وهي أول رئيس للبرلمان المنتخب) ونيكول فونتين عام 1999 وكلتاهما فرنسيتان، وروبرتا ميتسولا من مالطا. وكان رئيس البرلمان عام 2009 جيرزي بوزيك أول شخص من شرق ووسط أوروبا يتولى قيادة أحد مؤسسات الاتحاد الأوروبي، كما تولى سابقاً رئاسة وزراء بولندا وهو ينحدر من حركة التضامن التي ساعدت بإسقاط الشيوعية في الكتلة الشرقية.

## دوره في البرلمان
يرأس رئيس البرلمان النقاشات ويشرف على جميع نشاطات البرلمان والهيئات المنبثقة عنه (لضمان للالتزام بتطبيق القانون الداخلي للبرلمان)، وهو بدوره هذا يشابه عمل رئيس المجلس في البرلمان المحلي. يوجد لرئيس البرلمان 14 نائب رئيس يرأسون النقاشات في حال غياب الرئيس عن المجلس. يرأس الرئيس كذلك اجتماعات مكتب البرلمان الأوروبي، المسؤول عن الأمور الإدارية والمتعلقة بالميزانية، ومؤتمر الرؤساء، وهو هيئة إدارية تضم رؤساء المجموعات السياسية ضمن البرلمان.

## موقعه في الاتحاد
يمثل الرئيس البرلمان في جميع القضايا القانونية والعلاقات الخارجية، وخصوصًا العلاقات الدولية. عند اجتماع المجلس الأوروبي، يخطب رئيس البرلمان فيه ليوضح موقف البرلمان من مسائل مطروحة على أجندة المجلس. كما يشترك رئيس البرلمان في المؤتمرات المنعقدة بين الحكومات بخصوص الاتفاقيات الجديدة. يُشترط توقيع رئيس البرلمان على ميزانية الاتحاد الأوروبي وقوانين الاتحاد المعتمدة وفقًا لإجراءات القرار المشترك حتى يُصار إلى اعتمادها رسميًا. يرأس رئيس البرلمان كذلك لجان الوساطة مع المجلس الأوروبي في إطار هذه المجالات.
في معظم الدول، فإن بروتوكول رئيس الدولة يفوق غيره أهمية. رغم ذلك، ففي الاتحاد الأوروبي يُدرَج البرلمان الأوروبي بوصفه أعلى مؤسسة، وهكذا فإن بروتوكول رئيسه يأتي في مرتبة أعلى من أي بروتوكول أوروبي أو وطني آخر. تختلف طبيعة الهدايا الممنوحة لضيوف الشرف وفقًا لرئيس البرلمان نفسه. على سبيل المثال، فقد قدم الرئيس جوزيب بوريل، عضو البرلمان الأوروبي عن إسبانيا، لنظرائه كأس كريستال من صنع فنان برشلوني، نُقش عليه مقتطفات من ميثاق الحقوق الأساسية للاتحاد الأوروبي وغيرها من النقوش.
على إثر إعادة الهيكلة للمناصب القيادية في الاتحاد الأوربي بموجب معاهدة ليشبونة، تعالت أصوات ناقدة بخصوص المهمات الضبابية لكل منصب. امتدح السفير الأوكراني في الاتحاد الأوروبي أندري فيسلوفسكي الهيكل العام ووضحه بكلماته الخاصة: يتكلم رئيس المفوضية الأوروبية باعتباره «حكومة» الاتحاد الأوروبي، في حين يضطلع رئيس مجلس الاتحاد الأوروبي بدرو «الاستراتيجي». يتخصص الممثل السامي للاتحاد للشؤون الخارجية والسياسة الأمنية بـ«العلاقات الثنائية»، بينما يتناول المفوض الأوروبي لشؤون التوسع وسياسات الجوار قضايا مثل اتفاقيات التجارة الحرة مع أوكرانيا مثلًا. وأخيرًا، يفصح رئيس البرلمان عن قيم الاتحاد الأوروبي مثل الانتخابات الديمقراطية في البلدان الأخرى.

## الانتخاب
ينتخب أعضاء البرلمان رئيس البرلمان لفترة سنتين ونصف، بمعنى أنه تُعقد انتخابات لرئاسة البرلمان الأوروربي مرتين ضمن فترة عضوية النواب، ولهذا قد يعمل رئيسان للبرلمان خلال أي دورة برلمانية. منذ ثمانينيات القرن العشرين، جرت العادة أن يقتسم الحزبان الرئيسيان الأكبر في البرلمان، حزب الشعب الأوروبي، وحزب الاشتراكيين الأوروبيين، المنصبَين بينهما.
على سبيل المثال، في الدورة التشريعية 2004 – 2009، دعم حزب الشعب الأوروبي مرشح حزب الاشتراكيين الأوروبيين لرئاسة البرلمان، وفي العام 2007 دعم حزب الاشتراكيين الأوروبيين مرشح حزب الشعب الأوروبي عندما انتهت ولايته. نتج عن ذلك وجود أغلبية كبرى للرئيسين، رغم وقوع بعض الاستثناءات:
في الدورة التشريعية 1999 – 2004، وبموجب صفقة بين حزب الشعب الأوروبي والليبراليين، فقد كان رئيس البرلمان للنصف الثاني من دورته ليبراليًا، وليس اشتراكيًا.
ابتداءً من الدورة البرلمانية للأعوام 2009 – 2014، يشرف الرئيس المنتهية ولايته على انتخاب الرئيس الجديد الذي سيتم انتخابه، بشرط إعادة انتخاب الرئيس السابق عضوًا في البرلمان الأوروبي. في حال لم يُنتخب الرئيس المنتهية ولايته عضوًا في البرلمان الأوروبي مرة ثانية، يضطلع أحد نوابه الأربعة عشر بمسؤولية الإشراف على الانتخابات. يتمتع الرئيس المنتهية ولايته أو نائبه بكافة صلاحيات الرئيس ما دام يجلس على كرسيه، ولكن القضية الوحيدة المطروحة للبت فيها هي إدارة انتخابات الرئيس الجديد للبرلمان.

### الاعضاء المؤسسين
قبل عام 2009، كان «العضو الأكبر سناً» من أكبر أعضاء البرلمان الأوروبي (على غرار والد المجلس (أو بيت أوروبا))، يترأس غرفة الاجتماعات أثناء انتخاب الرئيس بدلاً من الرئيس السابق. كان للعضو جميع واجبات الرئيس ولكن الشيء الوحيد الذي يمكن معالجته هو انتخاب الرئيس. [8] لكن في عام 2009، تم تغيير قواعد البرلمان بحيث يترأس الرئيس المنتهية ولايته (في حالة إعادة انتخابه كعضو في البرلمان الأوروبي) أو أحد نواب الرئيس المنتهية ولايته الجلسة الأولى للبرلمان حتى انتخاب رئيس جديد.

## شاغلو المنصب

### رؤساء الجمعية المشتركة
| الصورة | الصورة | الاسم (الميلاد–الوفاة)        | تاريخ شغل المنصب     | تاريخ شغل المنصب     | الفترة (بالسنوات والأيام) | الحزب   | المجموعة السياسية                       | البلد           |
| ------ | ------ | ----------------------------- | -------------------- | -------------------- | ------------------------- | ------- | --------------------------------------- | --------------- |
|        |        | بول-هنري سباك (1899–1972)     | 11 أيلول 1952        | 11 أيار 1954         | 1 سنة و242 أيام           | PSB–BSP | التحالف التقدمي للاشتراكيين والديمقراطي | بلجيكا          |
|        |        | السيدي دي جاسبيري (1881–1954) | 11 أيار 1954         | 19 آب 1954           | 100 أيام                  | DC      | الكتلة البرلمانية لحزب الشعب الأوروبي   | إيطاليا         |
|        |        | جوزيبي بيلا (1902–1981)       | 29 تشرين الثاني 1954 | 27 تشرين الثاني 1956 | 1 سنة و364 أيام           | DC      | الكتلة البرلمانية لحزب الشعب الأوروبي   | إيطاليا         |
|        |        | هانز فورلر (1904–1975)        | 27 تشرين الثاني 1956 | 19 آذار 1958         | 1 سنة و112 أيام           | CDU     | الكتلة البرلمانية لحزب الشعب الأوروبي   | ألمانيا الغربية |

### رؤساء الجمعية البرلمانية
| الصورة | الصورة | الاسم (الميلاد–الوفاة)  | تاريخ شغل المنصب | تاريخ شغل المنصب | المدة (بالسنوات والأيام) | الحزب | المجموعة السياسية                     | البلد           |
| ------ | ------ | ----------------------- | ---------------- | ---------------- | ------------------------ | ----- | ------------------------------------- | --------------- |
|        |        | روبرت شومان (1886–1963) | 19 آذار 1958     | 18 آذار 1960     | 1 سنة و365 أيام          | MRP   | الكتلة البرلمانية لحزب الشعب الأوروبي | فرنسا           |
|        |        | هانز فورلير (1904–1975) | 18 آذار 1960     | 27 آذار 1962     | 2 سنوات و9 أيام          | CDU   | الكتلة البرلمانية لحزب الشعب الأوروبي | ألمانيا الغربية |

### رؤساء البرلمان المعين
| الصورة | الصورة | الاسم (الميلاد–الوفاة)        | تاريخ شغل المنصب | تاريخ شغل المنصب | الفترة (بالسنوات والأيام) | الحزب                                | المجموعة السياسية                     | البلد           |
| ------ | ------ | ----------------------------- | ---------------- | ---------------- | ------------------------- | ------------------------------------ | ------------------------------------- | --------------- |
|        |        | غيتانو مارتينو ‏ (1900–1967)   | 27 آذار 1962     | 21 آذار 1964     | 1 سنة و360 أيام           | الحزب الإيطالي الليبرالي             | LIB [الإنجليزية]                      | إيطاليا         |
|        |        | جان دفيوسارت ‏ (1900–1977)     | 21 آذار 1964     | 24 أيلول 1965    | 1 سنة و187 أيام           | PSC–CVP                              | الكتلة البرلمانية لحزب الشعب الأوروبي | بلجيكا          |
|        |        | فيكتور ليمانز ‏ (1901–1971)    | 24 أيلول 1965    | 7 آذار 1966      | 164 أيام                  | PSC–CVP                              | الكتلة البرلمانية لحزب الشعب الأوروبي | بلجيكا          |
|        |        | آلان بوهير (1909–1996)        | 7 آذار 1966      | 11 آذار 1969     | 3 سنوات و4 أيام           | MRP                                  | الكتلة البرلمانية لحزب الشعب الأوروبي | فرنسا           |
|        |        | ماريو سكيلبا ‏ (1901–1991)     | 11 آذار 1969     | 16 آذار 1971     | 2 سنوات و5 أيام           | DC                                   | الكتلة البرلمانية لحزب الشعب الأوروبي | إيطاليا         |
|        |        | فالتر بيرندت ‏ (1914–1997)     | 16 آذار 1971     | 13 آذار 1973     | 1 سنة و362 أيام           | SPD                                  | SOC                                   | ألمانيا الغربية |
|        |        | كورنيليس بيرخوير ‏ (1919–1992) | 13 آذار 1973     | 10 آذار 1975     | 1 سنة و362 أيام           | حزب الشعب من أجل الحرية والديمقراطية | LIB [الإنجليزية]                      | هولندا          |
|        |        | جورج سبينال ‏ (1913–1983)      | 11 آذار 1975     | 8 آذار 1977      | 1 سنة و362 أيام           | PS                                   | SOC                                   | فرنسا           |
|        |        | إميليو كولومبو (1920–2013)    | 8 آذار 1977      | 17 تموز 1979     | 2 سنوات و131 أيام         | DC                                   | الكتلة البرلمانية لحزب الشعب الأوروبي | إيطاليا         |

### رؤساء البرلمان المنتخب
| الصورة | الصورة | الاسم (الميلاد–الوفاة)         | تاريخ شغل المنصب     | تاريخ شغل المنصب     | الفترة (بالسنوات والأيام) | الحزب                   | المجموعة السياسية       | البلد           |
| ------ | ------ | ------------------------------ | -------------------- | -------------------- | ------------------------- | ----------------------- | ----------------------- | --------------- |
|        |        | سيمونة فيل (1927–2017)         | 17 تموز 1979         | 19 كانون الثاني 1982 | 2 سنوات و186 أيام         | UDF                     | LD [الإنجليزية]         | فرنسا           |
|        |        | بيت دانكرت ‏ (1934–2003)        | 19 كانون الثاني 1982 | 24 تموز 1984         | 2 سنوات و187 أيام         | PvdA                    | SOC                     | هولندا          |
|        |        | بيير بفليملين ‏ (1907–2000)     | 24 تموز 1984         | 20 كانون الثاني 1987 | 2 سنوات و180 أيام         | UDF/RPR                 | EPP                     | فرنسا           |
|        |        | هنري بلمب (1925–)              | 20 كانون الثاني 1987 | 25 تموز 1989         | 2 سنوات و186 أيام         | Con                     | ED [الإنجليزية]         | المملكة المتحدة |
|        |        | إنريكي بارون كريسبو (1944–)    | 25 تموز 1989         | 21 كانون الثاني 1992 | 2 سنوات و180 أيام         | PSOE                    | SOC                     | إسبانيا         |
|        |        | إيجون كليبش (1930–2010)        | 21 كانون الثاني 1992 | 26 تموز 1994         | 2 سنوات و186 أيام         | CDU                     | EPP                     | ألمانيا         |
|        |        | كلاوس هنش [الإنجليزية] (1938–) | 26 تموز 1994         | 14 كانون الثاني 1997 | 2 سنوات و179 أيام         | SPD                     | PES                     | ألمانيا         |
|        |        | خوسيه ماريا جيل روبليس (1935–) | 14 كانون الثاني 1997 | 20 تموز 1999         | 2 سنوات و187 أيام         | حزب الشعب (إسبانيا)     | EPP                     | إسبانيا         |
|        |        | نيكول فونتين (1942–2018)       | 20 تموز 1999         | 15 كانون الثاني 2002 | 2 سنوات و179 أيام         | UMP                     | EPP                     | فرنسا           |
|        |        | بات كوكس (1952–)               | 15 كانون الثاني 2002 | 20 تموز 2004         | 2 سنوات و187 أيام         | Ind                     | ELDR [الإنجليزية]       | أيرلندا         |
|        |        | جوزيب بوريل (1947–)            | 20 تموز 2004         | 16 كانون الثاني 2007 | 2 سنوات و180 أيام         | PSOE                    | PES                     | إسبانيا         |
|        |        | هانز جيرت بوترنج (1945–)       | 16 كانون الثاني 2007 | 14 تموز 2009         | 2 سنوات و179 أيام         | CDU                     | EPP                     | ألمانيا         |
|        |        | جيرزي بوزيك (1940–)            | 14 تموز 2009         | 17 كانون الثاني 2012 | 2 سنوات و187 أيام         | PO                      | EPP                     | بولندا          |
|        |        | مارتن شولتز (1955–)            | 17 كانون الثاني 2012 | 17 كانون الثاني 2017 | 5 سنوات و0 أيام           | SPD                     | S&D                     | ألمانيا         |
|        |        | أنطونيو تاجاني (1953–)         | 17 كانون الثاني 2017 | 3 تموز 2019          | 2 سنوات و167 أيام         | فورزا إيطاليا (إيطاليا) | EPP                     | إيطاليا         |
|        |        | ديفيد ساسولي (1956–2022)       | 3 تموز 2019          | 11 يناير 2022        | 2 سنوات و203 أيام         | PD                      | S&D                     | إيطاليا         |
|        |        | روبرتا ميتسولا (1979)          | 18 يناير 2022        | في المنصب            | 3 سنوات و70 أيام          | الحزب الوطني            | كتلة حزب الشعب الأوروبي | مالطا           |